# Erythrodes praemorsa
Erythrodes praemorsa är en orkidéart som beskrevs av Rudolf Schlechter. Erythrodes praemorsa ingår i släktet Erythrodes och familjen orkidéer. Inga underarter finns listade i Catalogue of Life.